# Gobernador de Quintana Roo
La Gobernadora del Estado de Quintana Roo es la persona titular del poder ejecutivo y cabeza de la administración pública del estado de Quintana Roo, en México. La figura del gobernador encuentra su origen en la Constitución de Quintana Roo, en su Título Quinto, cuya elección es mediante votación universal, libre, secreta, directa y uninominal. Su duración es de 6 años, iniciando el cargo el día 25 de septiembre del año realizada la elección. La Constitución quintanarroense, a su vez, señala que no podrá volver a ocupar el cargo aquella persona que haya sido electa mediante votación, ni aquella que haya ejercido de manera interina, provisional, sustituta o encargada de despacho. 
La actual gobernadora es Mara Lezama Espinosa, electa para el periodo 2022 - 2027 resultando en un quinquenio, en vez de sexenio, para homologar las elecciones estatales de 2027 con los comicios federales del mismo año. 

## Requisitos
1. Ser ciudadano mexicano por nacimiento, nativo de la Entidad, o hijo de padre o madre nacido en la entidad, y con residencia efectiva y vecindad en el Estado de cuando menos diez años inmediatamente anteriores al día de la elección. A falta de los requisitos antes señalados, ser ciudadano mexicano por nacimiento y con residencia efectiva y vecindad en el Estado no menor de veinte años inmediatamente anteriores al día de la elección.
2. Tener 25 años cumplidos al día de la elección, y estar en pleno ejercicio de sus derechos políticos.
3. No pertenecer al estado eclesiástico ni ser ministro de algún culto religioso.
4. No ser militar en servicio activo o ciudadano con mando en los cuerpos de seguridad pública, dentro de los noventa días anteriores a la fecha de la elección.
5. No ser secretario de Estado o jefe de Departamento, ministro de la Suprema Corte de Justicia de la Nación o procurador general de Justicia de la Nación, en funciones, dentro de los noventa días anteriores a la fecha de la elección.
6. No ser secretario o subsecretario del despacho, director de Organismos Descentralizados o Empresas de Participación Estatal, oficial mayor, procurador general de Justicia del Estado, el titular del Órgano Superior de Fiscalización del Estado o magistrado del Tribunal Superior de Justicia, a menos que se separe del cargo noventa días antes de la fecha de la elección.
7. No ser Consejero Presidente, Consejero Electoral, Secretario General o Funcionario del Instituto Electoral de Quintana Roo o Magistrado.

## Ausencias
En caso de falta absoluta del Gobernador del Estado ocurrido en los dos primeros años del período respectivo, si la Legislatura estuviere en sesiones, se constituirá inmediatamente en Colegio Electoral, y designará, por votación secreta y calificada de las dos terceras partes del número total de sus miembros, un Gobernador interino, expidiendo la propia Legislatura, dentro de los 10 días siguientes a la designación, la convocatoria para la elección del Gobernador que habrá de concluir el período correspondiente. Entre la fecha de la convocatoria y la que se señale para la verificación de las elecciones deberá haber un plazo no menor de 6 meses ni mayor de 12. 
Si la Legislatura no estuviere en sesiones, la Diputación Permanente nombrará desde luego un Gobernador Provisional y, simultáneamente, convocará a sesiones extraordinarias a la Legislatura para que esta a su vez designe al Gobernador interino y expida la convocatoria a elecciones de Gobernador en los mismos términos.
Cuando la falta absoluta de Gobernador ocurriese en los cuatro últimos años del período respectivo, si la Legislatura se encontrase en sesiones, designará al Gobernador sustituto que habrá de concluir el período. Si la Legislatura no estuviese reunida, la Diputación Permanente nombrará un Gobernador provisional y, simultáneamente, convocará a la Legislatura a sesiones extraordinarias para que erigida en Colegio Electoral haga la elección del Gobernador sustituto. 
Si al inicio de un período constitucional no se presentase el gobernador electo, o la elección no estuviere hecha y declarada, cesará sin embargo el gobernador cuyo período haya concluido y se encargará desde luego del Poder Ejecutivo, en calidad de Gobernador interino, el que designe la Legislatura, o en su falta, con el carácter de provisional, el que designe la Diputación Permanente, procediéndose conforme a lo dispuesto en los párrafos anteriores. 
En las ausencias o faltas temporales del Gobernador del Estado se observarán las siguientes disposiciones:
1. Las ausencias hasta por 30 días, serán suplidas por el Secretario de Gobierno.
2. Si la ausencia excede de 30 días y no pasa de 90, el gobernador dará aviso a la Legislatura o a la Diputación Permanente, en su caso, quedando encargado del Despacho el Secretario de Gobierno, y
3. Si la falta temporal excede de 90 días la Legislatura o la Diputación Permanente designará, según el caso, un Gobernador interino o provisional, para que le supla durante el tiempo de su ausencia.

El ciudadano designado para suplir las faltas absolutas o temporales del Gobernador, rendirá la protesta constitucional ante la Legislatura o la Diputación Permanente, en su caso. 
El cargo de Gobernador del Estado solamente es renunciable por causa grave calificada por la Legislatura, ante la que se presentará la renuncia.
El Gobernador del Estado, cuyo origen sea la elección popular, ordinaria o extraordinaria, en ningún caso y por ningún motivo podrá volver a ocupar ese cargo, ni aun con el carácter de interino, provisional, sustituto o encargado del despacho.
Nunca podrá ser electo para el período inmediato:
- El Gobernador sustituto constitucional, o el designado para concluir el período en caso de falta absoluta del constitucional, aun cuando tengan distinta denominación, y
- El Gobernador interino, el provisional o el ciudadano que, bajo cualquiera denominación, supla las faltas temporales del Gobernador, siempre que desempeñe el cargo en los dos últimos años del período.

## Facultades y obligaciones
Son facultades del Gobernador:
1. Nombrar y remover libremente a los Secretarios de Despacho de la Administración Pública Estatal, y a los demás empleados y servidores públicos del Estado, cuyo nombramiento o remoción no esté determinado de otro modo en esta Constitución o en las Leyes del Estado.
2. Conceder indulto a reos sentenciados por delitos del orden común;
3. Conceder indultos, siempre que se trate de delitos de la competencia de los Tribunales del Estado;
4. Solicitar la protección de los Poderes de la Unión;
5. Ejercer el derecho de veto;
6. Tener bajo su mando la fuerza de Seguridad Pública del Estado, así como el de la Policía Preventiva, esta última en aquellos casos en que juzgue como de fuerza mayor o alteración grave del orden público;
7. Ejercer las facultades que le otorgue la Constitución Federal en relación con la Guardia Nacional;
8. Dictar las medidas urgentes que estime necesarias para la defensa de la Salubridad y Salud Pública del Estado, y ejercer las atribuciones que la Constitución Política de los Estados Unidos Mexicanos y la Ley General de Salud le otorguen al Gobierno del Estado;
9. Representar al Estado en las comisiones federales y en las comisiones interestatales regionales;
10. Ejercer actos de dominio del patrimonio del Estado en los términos de esta Constitución;
11. Ejercer el Presupuesto de Egresos;
12. Contratar empréstitos y garantizar obligaciones con aprobación de la Legislatura,
13. Nombrar, con la aprobación de la Legislatura del Estado o de la Diputación Permanente, en su caso, al procurador general de Justicia.

Son obligaciones del gobernador: 
1. Publicar, cumplir y hacer cumplir las leyes federales;
2. Publicar, cumplir y hacer cumplir las leyes decretadas por la Legislatura, proveyendo en la esfera administrativa a su exacta observancia;
3. Rendir a la Legislatura un informe anual del estado que guarda la administración pública de la Entidad;
4. Presentar a la Legislatura al término de su período constitucional, una memoria sobre el estado que guarden los asuntos públicos;
5. Facilitar al Poder Judicial el auxilio que requiera para el ejercicio de sus funciones;
6. Mantener la administración pública en constante perfeccionamiento, adecuándola a las necesidades técnicas y humanas de la Entidad;
7. Presentar a la Legislatura antes del 16 de noviembre de cada año las iniciativas de Ley de Ingresos del Estado, que deberán regir en el año inmediato siguiente;
8. Gestionar ante las dependencias federales la aplicación de las medidas conducentes, a efecto de que se cumplan cabalmente en el Estado las leyes que emanen de la Constitución Política de los Estados Unidos Mexicanos;
9. Promover el desarrollo económico del Estado, buscando siempre que sea compartido y equilibrado entre los centros urbanos y los rurales;
10. Fomentar la creación de industrias y empresas rurales, y promover la armónica participación de los diversos sectores de la producción para tal fin.
11. Planificar el crecimiento de los centros urbanos dotándolos de los servicios necesarios a fin de propiciar el espíritu de solidaridad en la convivencia social y el desarrollo pleno y armónico de la población;
12. Mejorar las condiciones económicas sociales de vida de los campesinos fomentando en ellos el arraigo en sus lugares de origen.

## Administración del ejecutivo
Para el despacho de los negocios del orden administrativo, habrá el número de Secretarios que se determina en la Ley Orgánica de la Administración Pública del Estado de Quintana Roo y los demás servidores públicos que determine la propia Ley, así como los Organismos Descentralizados, Empresas de Participación Estatal, Fideicomisos y demás órganos creados o que se creen en la forma que determinen las Leyes. Toda ley o decreto será refrendada por el secretario de Gobierno y por el funcionario del ramo relativo. 
El Ministerio Público estará a cargo de un procurador general de Justicia y del número de agentes que la ley determine.  El procurador general de Justicia podrá ser removido libremente por el gobernador del Estado.

### Dependencias del Estado (16)
- Oficialía Mayor
- Procuraduría General de Justicia
- Secretaría de Cultura
- Secretaría de Desarrollo Agropecuario, Rural e Indígena
- Secretaría de Desarrollo Económico
- Secretaría de Desarrollo Urbano y Medio Ambiente
- Secretaría de Educación
- Secretaría de Gobierno
- Secretaría de Hacienda
- Secretaría de Infraestructura y Transporte
- Secretaría de la Contraloría
- Secretaría de Planeación y Desarrollo Regional
- Secretaría de Salud
- Secretaría de Seguridad Pública
- Secretaría de Turismo
- Secretaría del Trabajo y Previsión Social

### Despacho del Ejecutivo (4)
- Secretaría Particular del Ejecutivo
- Secretaría Técnica del Gabinete
- Unidad de Transparencia y Acceso a la Información Pública del Poder Ejecutivo
- Unidad del Vocero del Gobierno del Estado

### Entidades de la administración pública paraestatal (30)
- Administración Portuaria Integral de Quintana Roo S.A DE C.V.
- Centro de Estudios de Bachillerato Técnico Eva Samano de López Mateos
- Colegio de Bachilleres del Estado de Quintana Roo
- Colegio de Educación Profesional Técnica del Estado de Quintana Roo.
- Comisión de Agua Potable y Alcantarillado.
- Comisión de Energía del Estado de Quintana Roo
- Comisión de Infraestructura Educativa del Estado de Quintana Roo.
- Comisión Estatal de Mejora Regulatoria.
- Comisión para la Juventud y el Deporte de Quintana Roo
- Comité de Planeación para el Desarrollo del Estado de Quintana Roo
- Consejo Estatal de Población
- Consejo Quintanarroense de Ciencia y Tecnología.
- Dirección de Atención Ciudadana.
- Federación de Estudiantes Quintanarroenses en Yucatán.
- Fundación de Parques y Museos de Cozumel Quintana Roo
- Instituto de Capacitación para el Trabajo.
- Instituto de Crédito Educativo del Estado de Quintana Roo.
- Instituto de Fomento a la Vivienda y Regularización de la Propiedad.
- Instituto de Impacto y Riesgo Ambiental del Estado de Quintana Roo.
- Instituto del Patrimonio Inmobiliario de la Administración Pública del Estado de Quintana Roo
- Instituto Estatal para la Educación de los Jóvenes y los Adultos.
- Instituto para la Administración del Patrimonio de la Beneficencia Pública del Estado de Quintana Roo.
- Instituto Quintanarroense de la Mujer.
- Instituto Tecnológico Superior de Felipe Carrillo Puerto.
- Servicios Educativos de Q.Roo.
- Servicios Estatales de Salud.
- Sistema para el Desarrollo Integral de la Familia.
- Sistema Quintanarroense de Comunicación Social.
- Universidad de Quintana Roo.
- Universidad del Caribe.
- Universidad Tecnológica de Cancún.
- Universidad Intercultural Maya de Quintana Roo.